# Psykoaktiva substanser
Psykoaktiva substanser avser molekyler som påverkar hjärnans funktion och orsakar förändringar i beteende, personlig stämning, uppfattning eller medvetande. Många av dem är läkemedel eller andra narkotiska droger.
Psykoaktiva substanser kan delas in i sju klasser, utifrån effekt.

## Klass I: Sedativa, hypnotika och ångestdämpande medel
Effekten av sedativa, hypnotika och ångestdämpande substanser beror på dosens storlek. I låga doser har de ångestdämpande effekt, vid medelhöga doser verkar de lugnande, och vid mycket höga doser kan de ha en bedövande effekt och kan i värsta fall orsaka medvetslöshet eller död. De sedativa-hypnotiska drogerna påverkar hjärnan via GABA-receptorn, som styr kloridkanalen. Sedativa-hypnotika droger som alkohol och barbiturater verkar på liknande sätt som GABA, vilket leder till ökad klorid konduktans. Ångestdämpande medel som bensodiazepiner ger ökad bindningsgrad för GABA. Eftersom dessa droger verkar på olika sätt kan de, om de tas tillsammans (även i små mängder) framkalla medvetslöshet och död.

## Klass II: Antipsykotiska medel
Antipsykotiska medel är läkemedel som används för att behandla psykoser vid exempelvis schizofreni. Den gemensamma effekten av denna klass av läkemedel är en minskning av motorisk aktivitet, det vill säga rörelse. De tros också blockera dopaminreceptorn D2. Det leder till minskning av dopaminaktiviteten som är vanlig hos schizofrenipatienter. Långvarig användning av antipsykotiska medel kan orsaka låg nivå av dopamin, vilket kan orsaka dyskinesi och symptom som liknar Parkinsons sjukdom. De antipsykotiska medlen inbegriper butyrofenoner (till exempel haloperidol) och fentiaziner (till exempel klorpromazin).

## Klass III: Antidepressiva medel
Antidepressiva medel är läkemedel som används för att behandla depressionssjukdomar och andra affektiva sjukdomar. De kan delas in i tre olika typer: MAO-hämmare, tricykliska antidepressiva och andra generationens antidepressiva. Antidepressiv medicin verkar i huvudsak genom att påverka metabolismen och hanteringen av neurotransmittorer som serotonin, noradrenalin, histamin och acetylkolin i synapser. Varje typ av antidepressiva läkemedel har en egen funktionsmekanism. MAO-hämmare hämmar nedbrytningen av serotonin i den post- och presynaptiska terminalen. De tricykliska antidepressiva blockerar transportören som tar serotonin tillbaka in i terminalen av axonet. Andra generationens antidepressiva läkemedel är särskilt selektiva med blockeringen av återupptaget av serotonin, så att mängden serotonin som är obundet (det vill säga aktivt) ökar.

## Klass IV: Stämningsstabiliserare
Stämningsstabiliserare är läkemedel som används för behandling av bland annat bipolär sjukdom, epilepsi och borderline. Exempel på stämningsstabiliserare är salterna litium och valproat. Det är ännu okänt exakt hur stämningsstabiliserare fungerar, men studier visar att litium verkar stabiliserande på cellens membran och bidrar därigenom till att nivåerna av fritt serotonin blir stabilt över tid istället för att frisättas (och därigenom verka) oregelbundet med omväxlande höga respektive låga nivåer. Valproat stimulerar GABA-aktivitet i hjärnan.

## Klass V: Narkotiska analgetika
Narkotiska analgetika är medicin som har både sömninducerande och smärtlindrande effekter. Många narkotiska smärtlindrande mediciner kommer från extraktet av opiumvallmo, till exempel kodein och morfin. Morfin anses vara den mest kraftfulla smärtlindrande substansen. Heroin syntetiseras från morfin och ger mycket snabb smärtlindring. Dessa läkemedel verkar genom bindning till opiatreceptorer i det centrala nervsystemet.

## Klass VI: Psykomotoriska stimulantia
Psykomotoriska stimulantia är droger som på olika sätt ökar aktivitet hos nervceller. De är uppdelade i två grupper: beteendestimulantia och allmänna stimulantia. Beteendestimulantia ökar motorik och höjer humör och vakenhetsgrad. Exempel på beteendestimulantia är kokain och amfetamin. Byggnadsstimulantia ökar metabolisk aktivitet av celler. Exempel på allmän stimulantia är koffein, som hämmar ett enzym, som bryter ner cykliskt AMP. Ökningen av cykliska AMP:s leder till en ökning av glukosproduktionen.

## Klass VII: Psykedelia och hallucinogener
Psykedeliska droger förändrar sensorisk uppfattning och kognitiva processer och framkallar hallucinationer. Psykedelier kan delas i fyra grupper, beroende på verkan på specifika neurotransmittorer: 
- Acetylkolinpsykedelia (till exempel atropin) antingen blockerar eller underlättar överföring vid acetylkolinsynapser i hjärnan.
- Norepinefrinpsykedelia producerar intoxikation med vanföreställningar om färg och ljud.
- Tetrahydrocannabinol (till exempel marijuana) verkar på CB1- och CB2-receptorer för anandamidneurotransmittorer.
- Serotoninpsykedelia (till exempel meskalin) producerar förändrade medvetandetillstånd i samband med hallucinationer.[1]